# Ysane
Ysane is een plaats in de gemeente Sölvesborg in het landschap Blekinge en de provincie Blekinge län in Zweden. De plaats heeft 212 inwoners (2005) en een oppervlakte van 56 hectare.
Tot 1952 vormde Ysane een gemeente, deze gemeente ging in 1952 op in de gemeente Gammalstorp, die in 1971 weer opging in de gemeente Sölvesborg.
De plaats ligt in een omgeving, die bestaat uit zoveel bos als landbouwgrond. De Europese weg 22 loopt door de plaats. In de plaats ligt de kerk Ysane kyrka, deze kerk is gebouwd rond het jaar 1300, maar is wel een aantal keren verbouwd, de kerk kreeg in 1862 zijn huidige uiterlijk.